# Київський річковий вокзал
Ки́ївський річкови́й вокза́л — головний річковий порт Києва, розташований на правому березі Дніпра на Подолі в історичній частині міста.

## Історія
Вокзал збудований у 1957—1961 на Поштовій площі за проєктом архітекторів Вадима Гопкало, Вадима Ладного, Григорія Слуцького та інших.
З боку Дніпра будівля має чотири поверхи, з боку площі — два поверхи. У центральній частині будівлі — кругла башта, де встановлена спеціальна апаратура зв'язку, сигналізації, огляду фарватеру. На перших двох поверхах — адміністративно-господарські служби, касовий зал, камери схову та інші приміщення, на третьому і четвертому — пошта, ресторан, кафе.
Оздоблення інтер'єрів мозаїчними композиціями «Дніпро — торговий шлях», «Чайки над водою» та іншими  виконали художники Е. Котков, В. Ламах, І. Литовченко.
Станом на 2012, річковий вокзал був закритий на реконструкцію. За 2012-15 роки споруда набула занедбаного стану.
У січні 2016 року, після зміни власників, розпочато капітальну реконструкцію будівлі вокзалу, який до травня 2016 року мав стати сучасним туристичним центром з ресторанною галереєю, нічними клубами, відкритим басейном тощо. За проєктом, корисну площу будівлі збільшать з 6 000 м² до 11 700 м².
Від січня 2016 року має статус нововиявленої пам'ятки архітектури.
У 2021 році історичну будівлю Київського річкового вокзалу було здано в оренду приватному університетові "Амерікан Юніверсіті Київ", договір оренди будівлі площею 7,7 тис м² було підписано на 10 років.
Реставрація будівлі Київського річкового вокзалу, яка розпочалася у 2021 році, тривала понад 2 роки. Генеральним підрядником проєкту реставрації виступило ТОВ "ТБК-Вест", розробником проєктної документації - ТОВ "Едельбург Архітектс". На початку квітня 2023 року, Державна інспекція архітектури та містобудування видала сертифікат про введення в експлуатацію реставрованої історичної будівлі Річкового вокзалу у Києві.

## Зображення

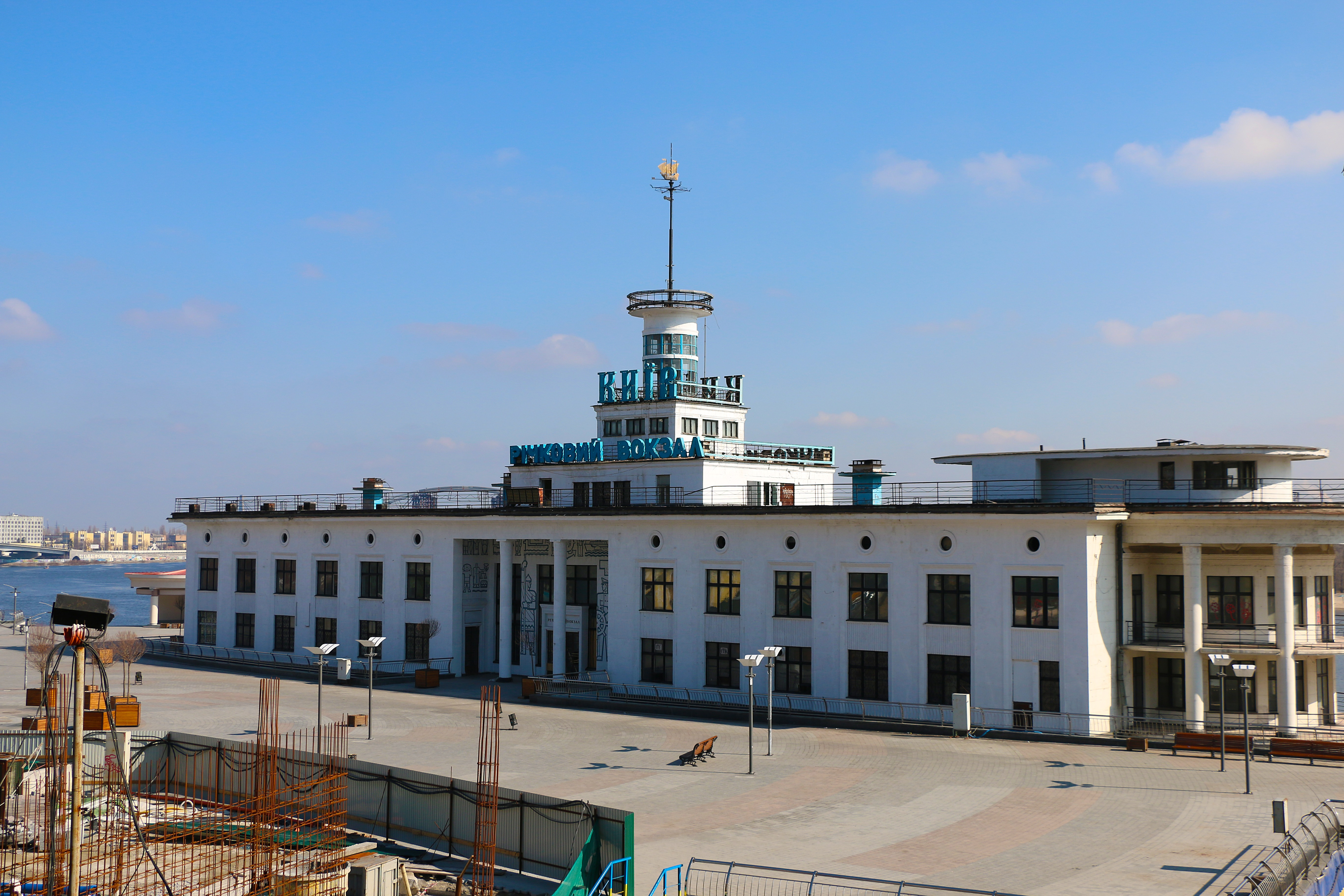
Протягом реконструкції площі
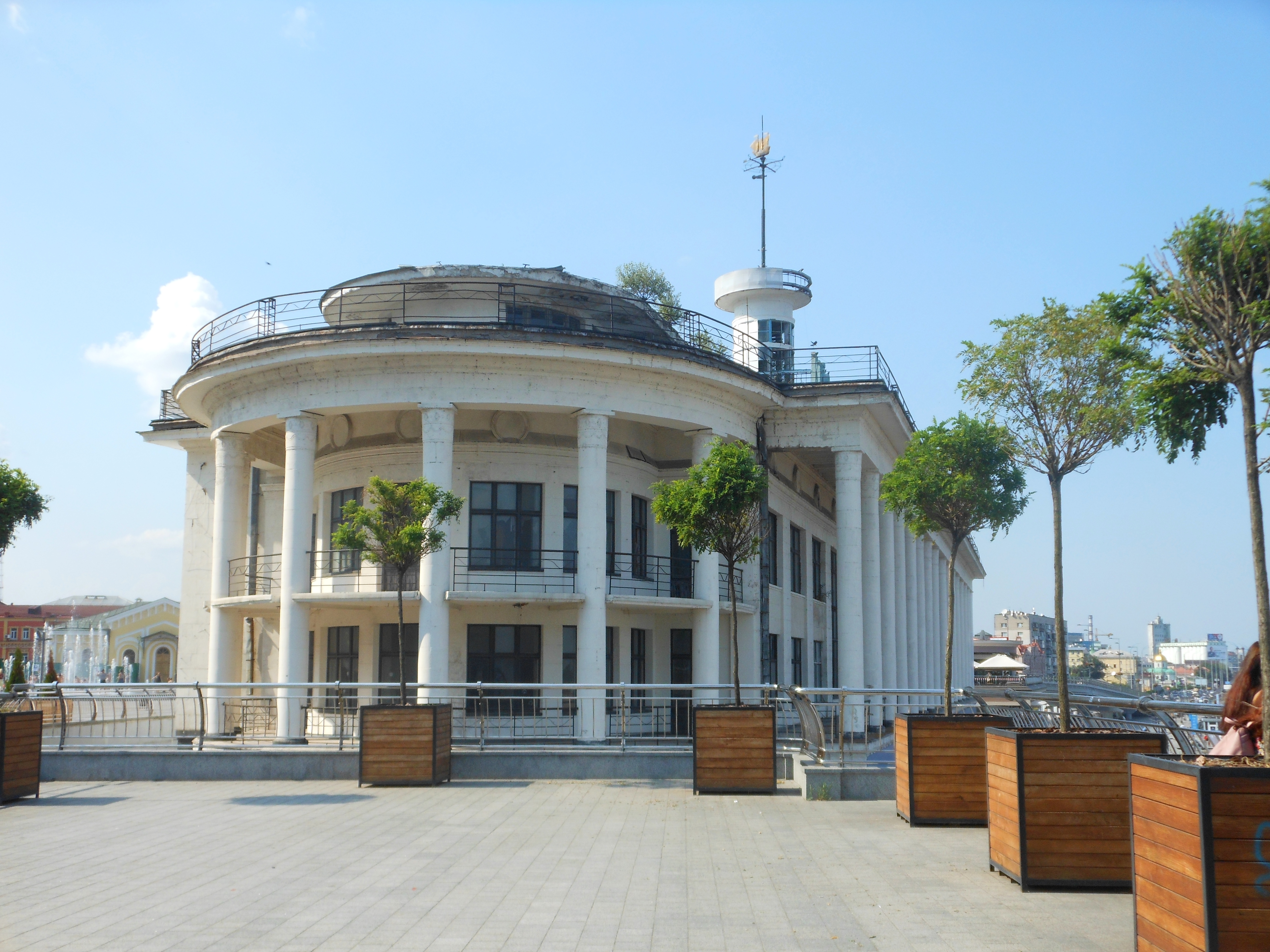
Після реконструкції Поштової площі
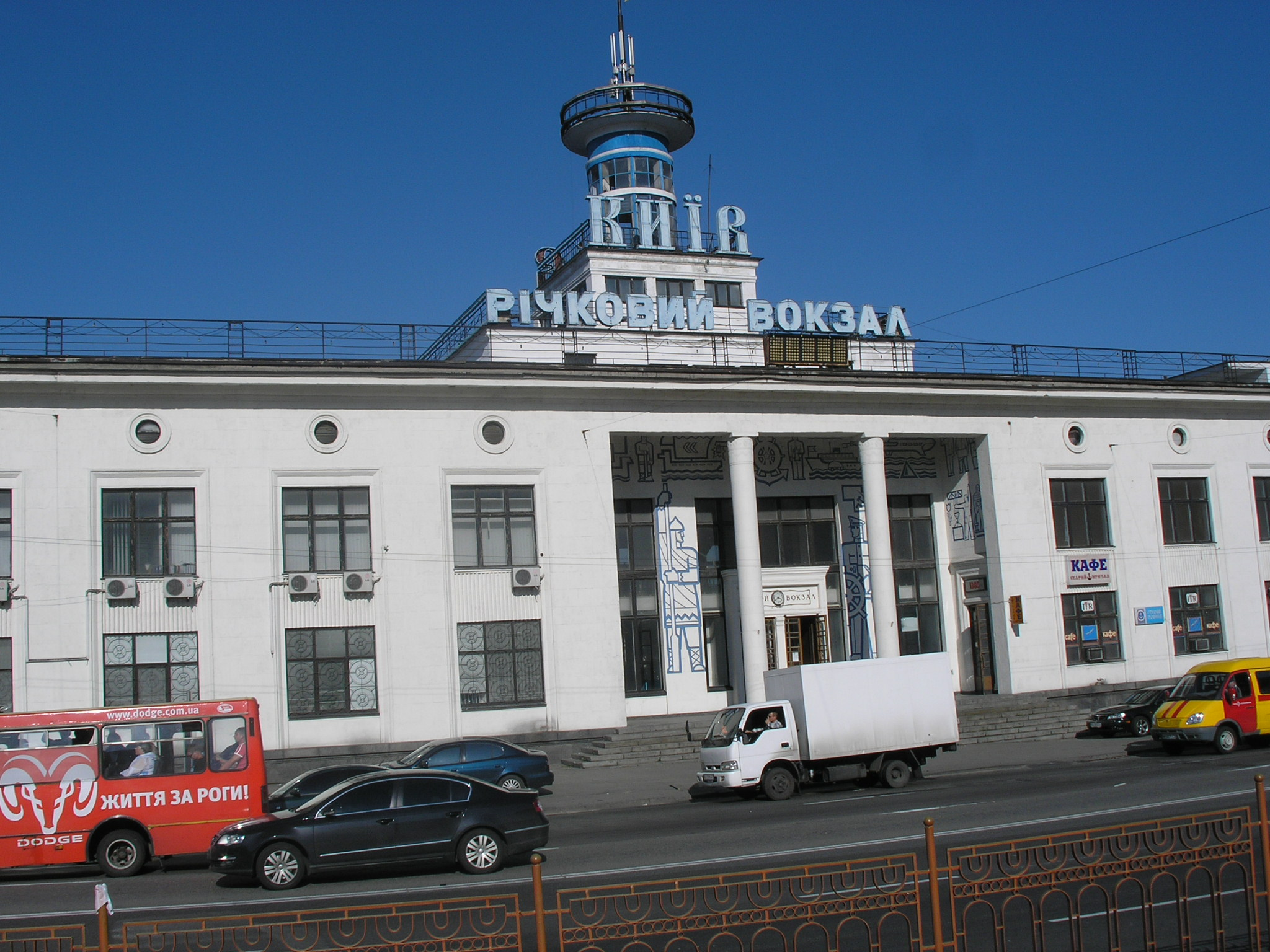
Київський річковий вокзал, 2007 (до реконструкції Поштової площі)
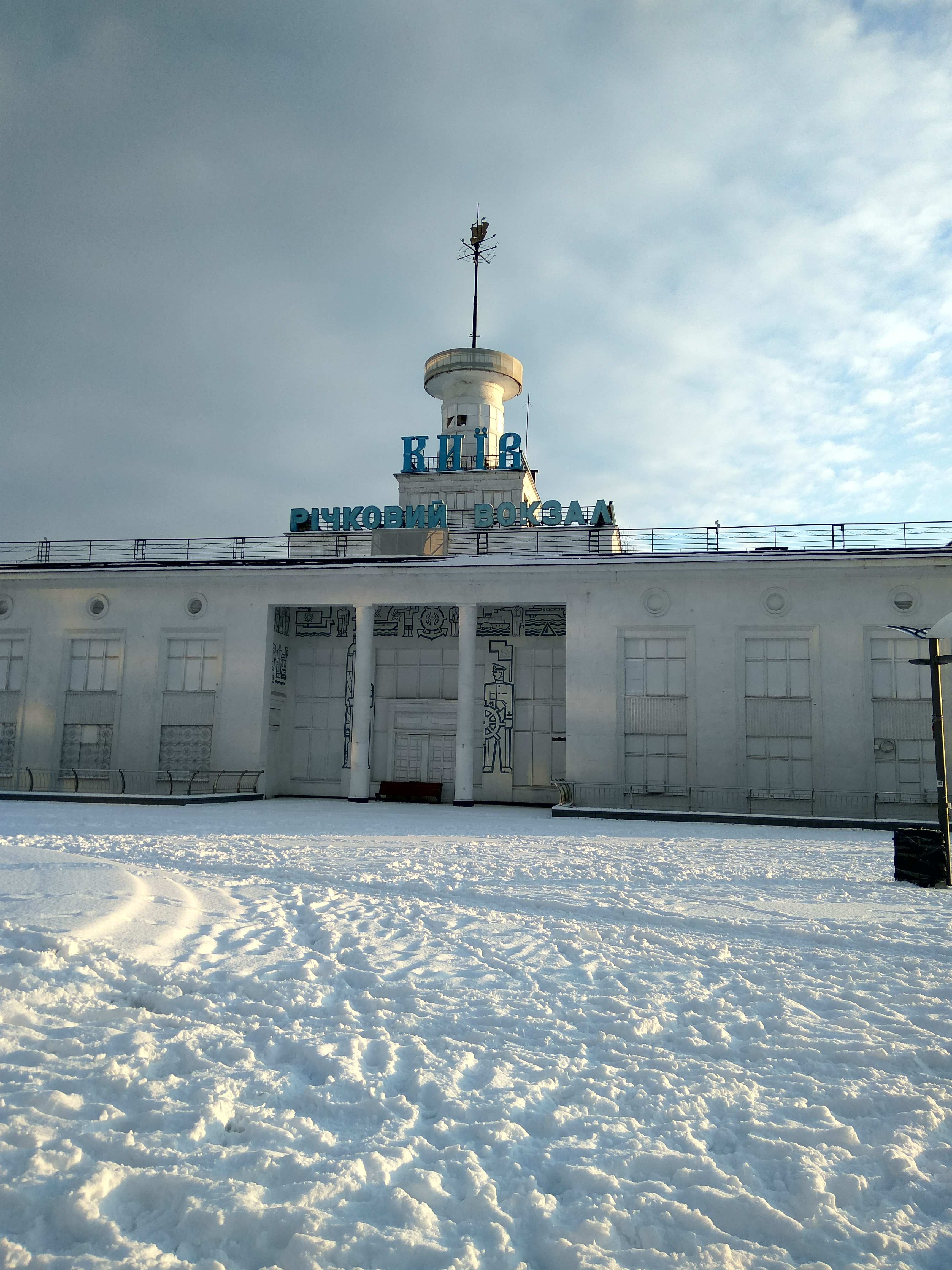
Зима 2018
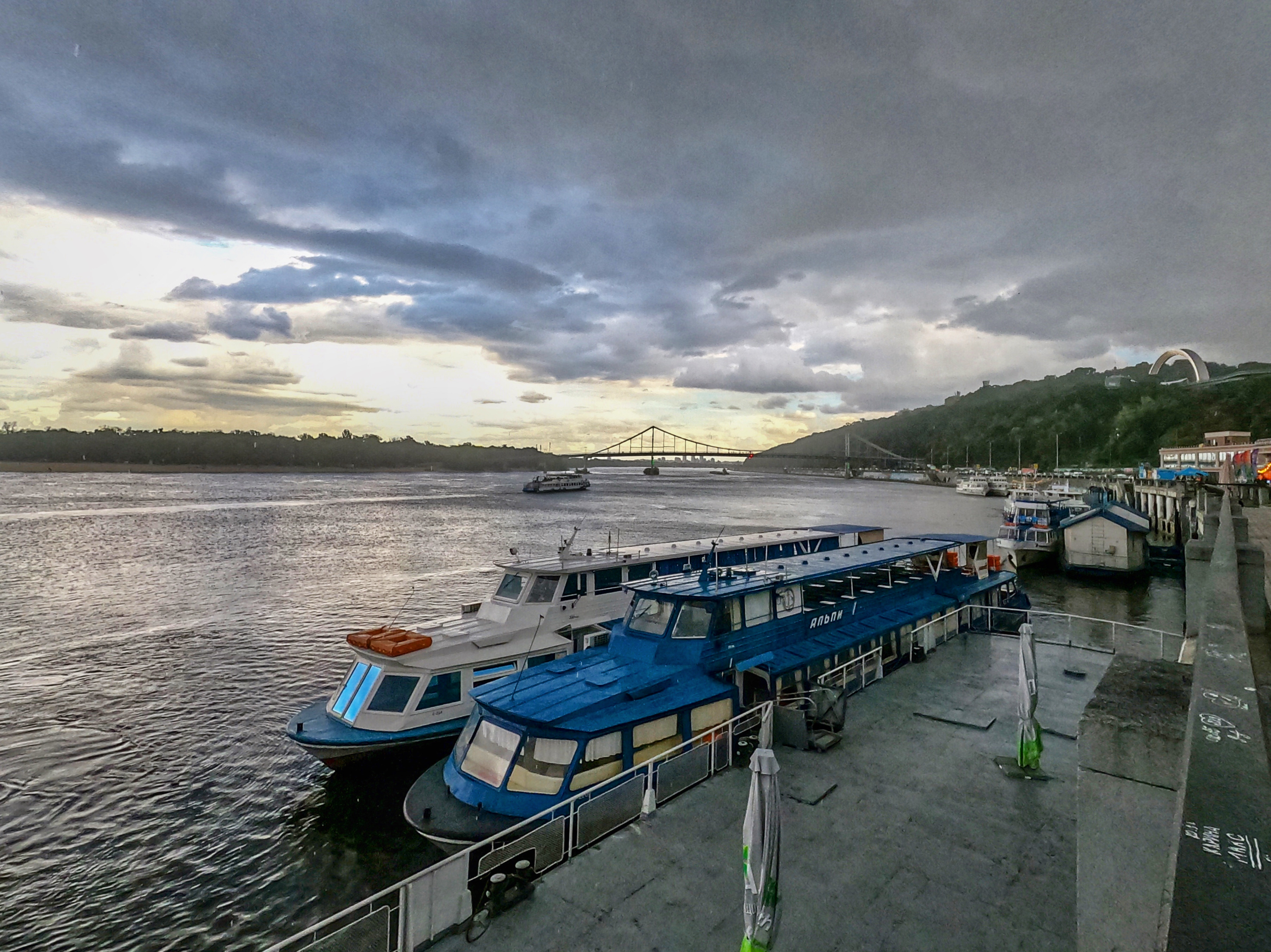